# 垫状蝇子草
垫状蝇子草（学名：Silene davidii），为石竹科蝇子草属下的一个植物种。俗称簇生女娄菜。